# Železniční trať Eger–Putnok
Železniční trať Eger–Putnok (maďarsky Eger–Putnok-vasútvonal) je maďarská jednokolejná neelektrifikovaná železniční trať, která spojuje města Eger, Bélapátfalva a Putnok. Trať je označována v maďarském jízdním rádu jako trať MÁV 87. Trať byla otevřena v roce 1908.

## Historie
Železniční trať z Egeru přes Szilvásvarád do Putnoku byla otevřena 12. listopadu 1908.
V letech 1947–1949 byla trať kompletně zrekonstruována, aby zde mohly jezdit těžké nákladní vlaky.
V roce 1982 byla otevřena přeložka mezi Mónosbélem a Bélapátfalvou, při kterém byl zrušen úsek přes Mikófalvu.
Z důvodu čím dál větší zchátralosti tratě se dostala trať v červnu 2006 na seznam tratí, které by měly být zrušeny. Trať však na poprvé nebyla zrušena. I tak dne 12. prosince 2009 byl zastaven provoz v úseku Szilvásvárad–Putnok.

## Provozní informace
Maximální rychlost na trati je 60 km/h. Trať i veškeré stanice a zastávky na trati provozuje firma MÁV. Trať je v úseku Eger – Eger-Felnémet elektrifikovaná střídavým proudem 25 kV, 50 Hz.

## Doprava
Provoz na trati je tvořen 3 páry osobních vlaků s motorovými vozy Bzmot s přívěsným vozem a dalším Bzmot na konci vlaku. Od dubna do října jezdí ještě i čtvrtý pár osobních vlaků. Osobní vlaky jezdí v trase Eger – Szilvásvarád.

## Stanice
Na trati se nacházejí tyto stanice:
- Eger
- Egervár
- Eger-Felnémet
- Almár
- Szarvaskő
- Mónosbél
- Bélapátfalva
- Bélapátfalvi Cementgyár
- Szilvásvárad-Szalajkavölgy
- Szilvásvárad
- Nagyvisnyó-Dédes
- Nekézseny
- Csokvaomány
- Sáta
- Kiskapud
- Királd
- Sajómercse
- Putnok

## Galerie

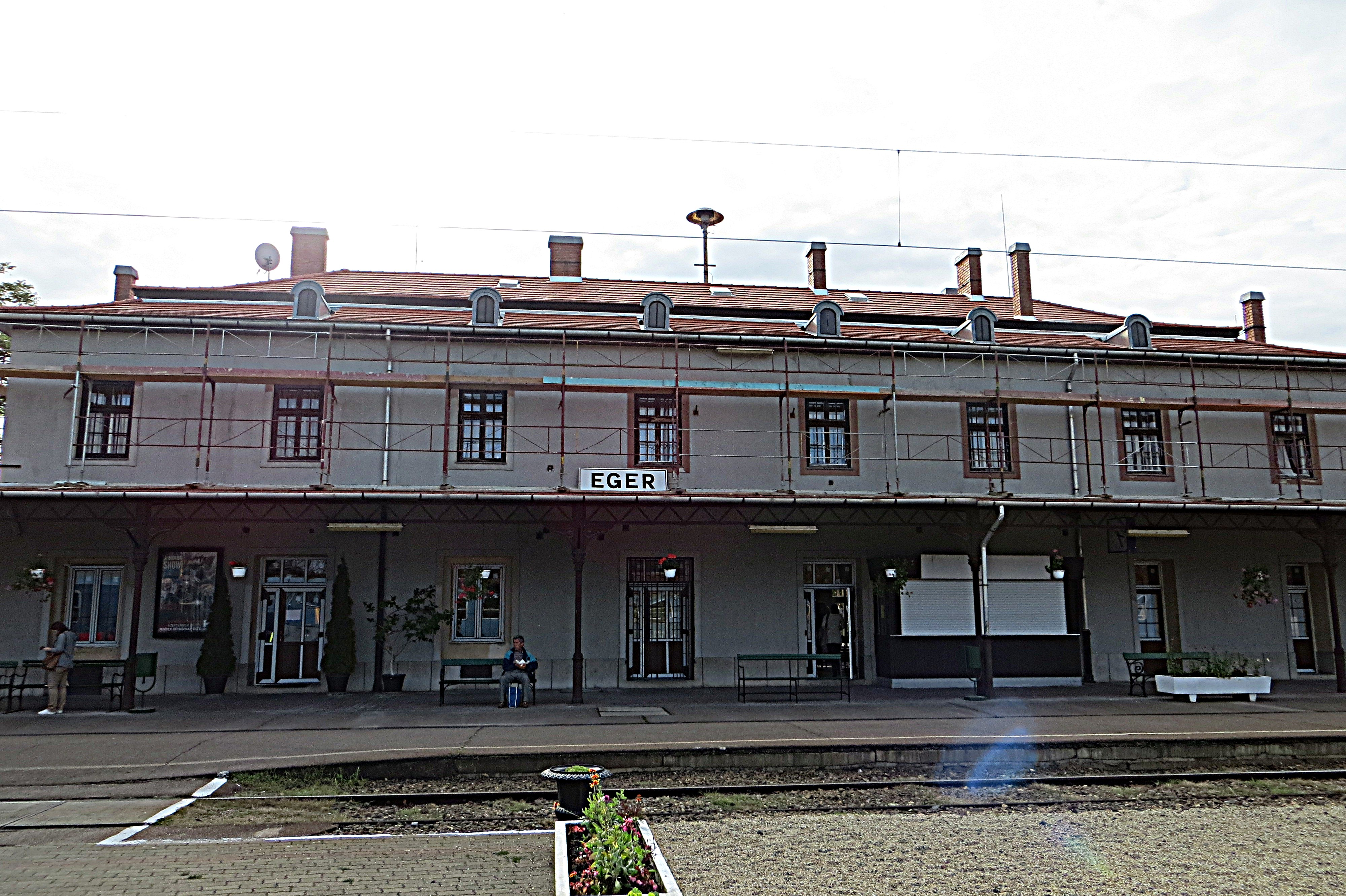
Eger
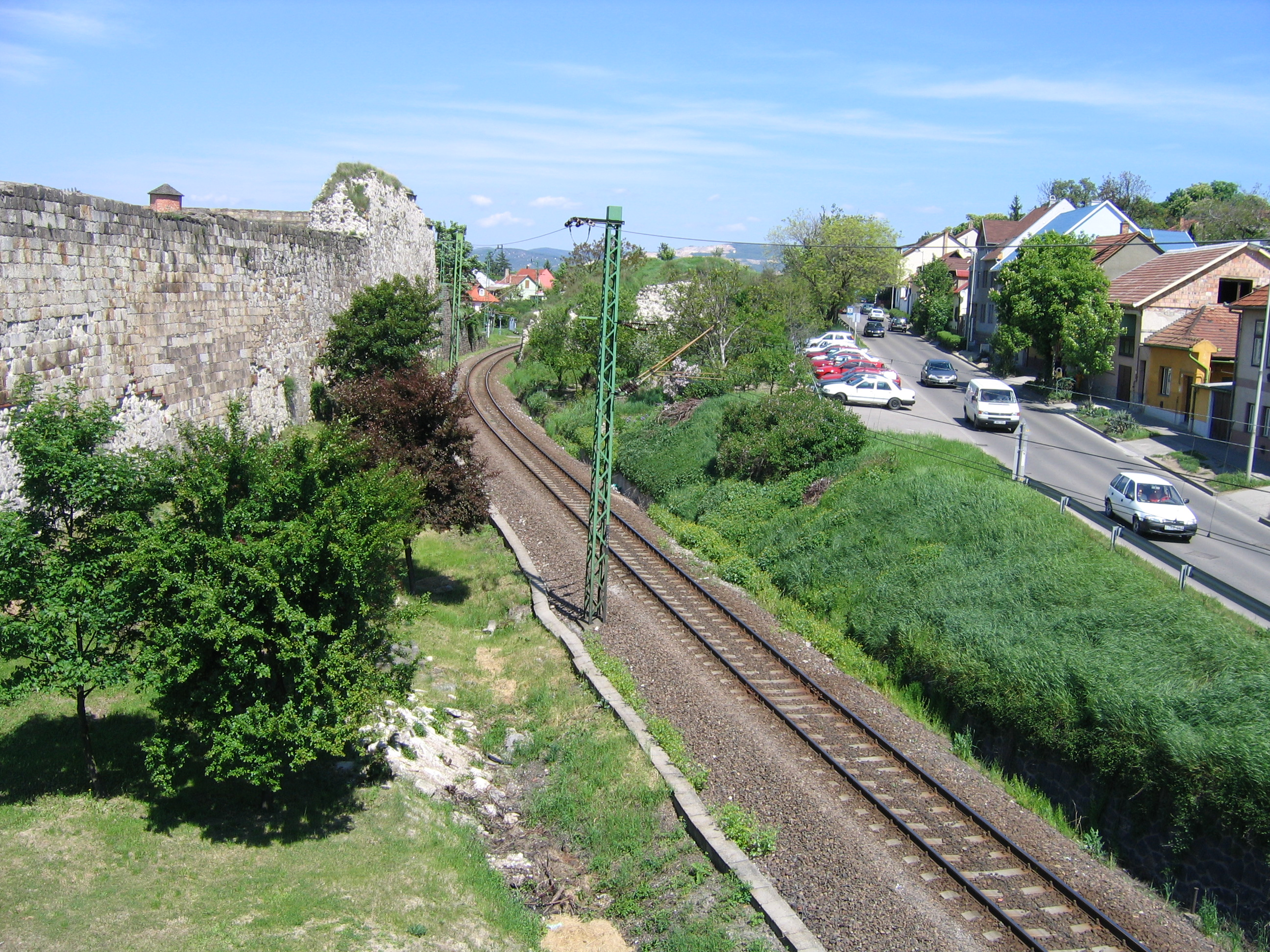
Pohled na trať z hradu Eger.
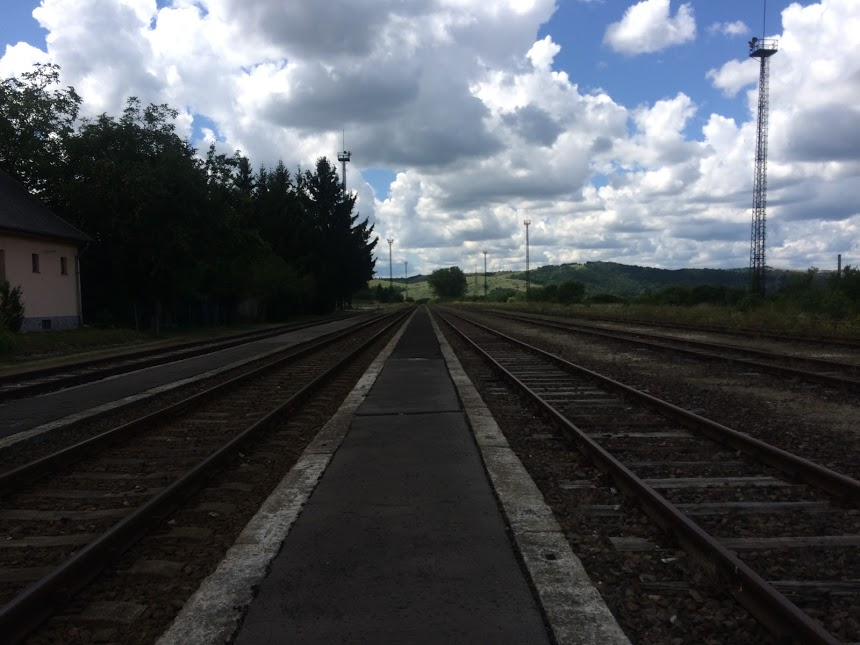
Bélapátfalva
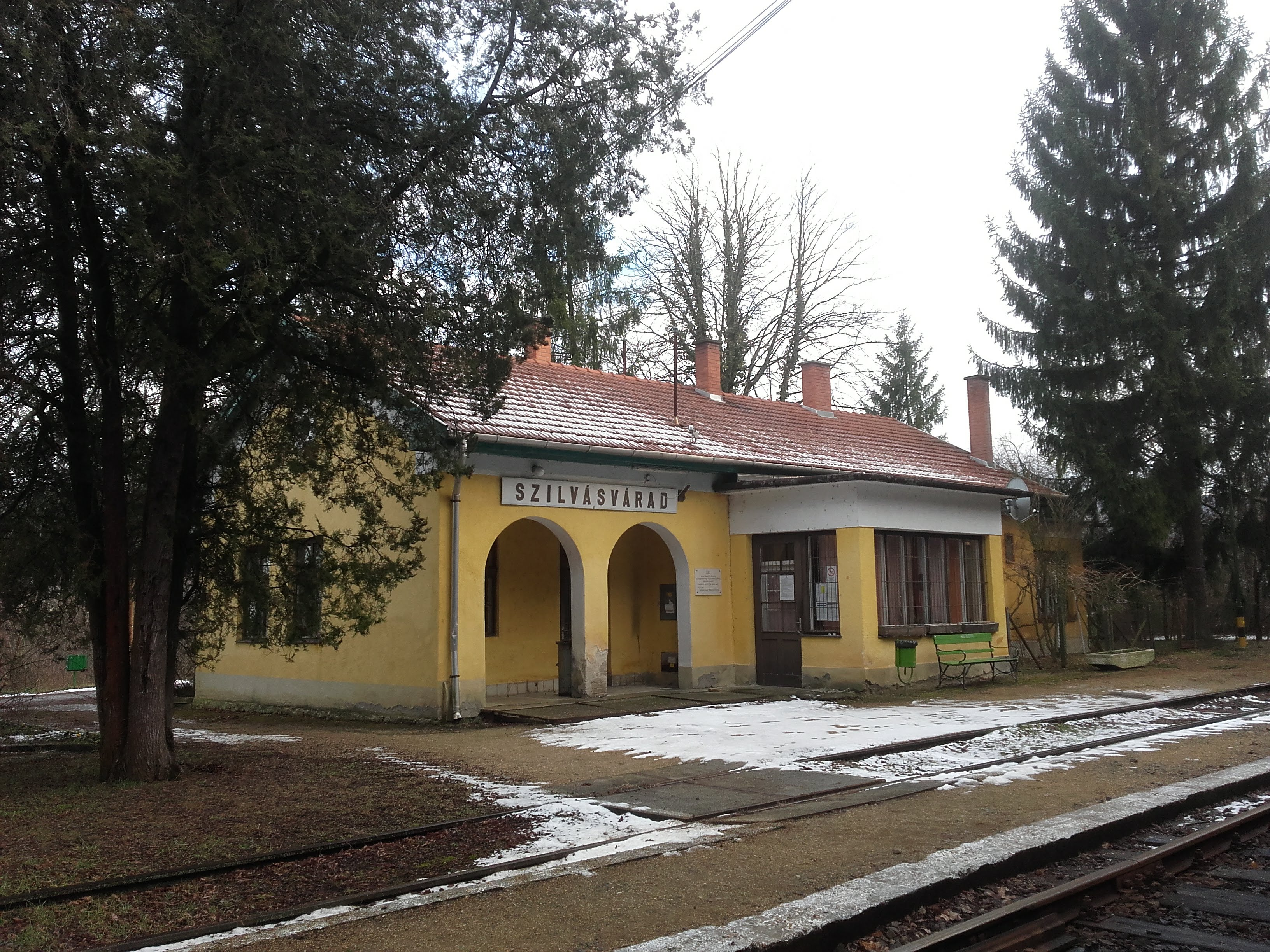
Szilvásvárad
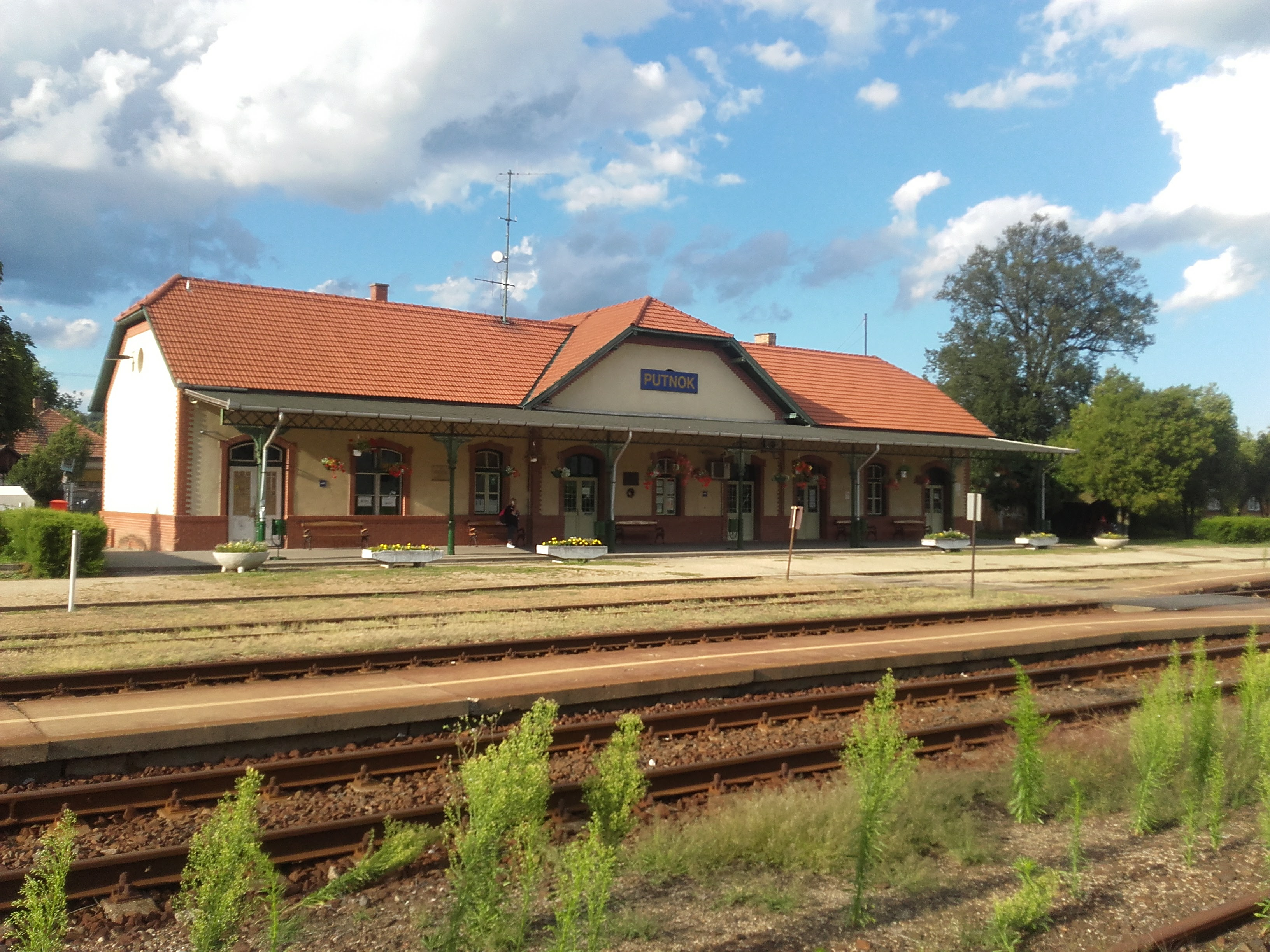
Putnok
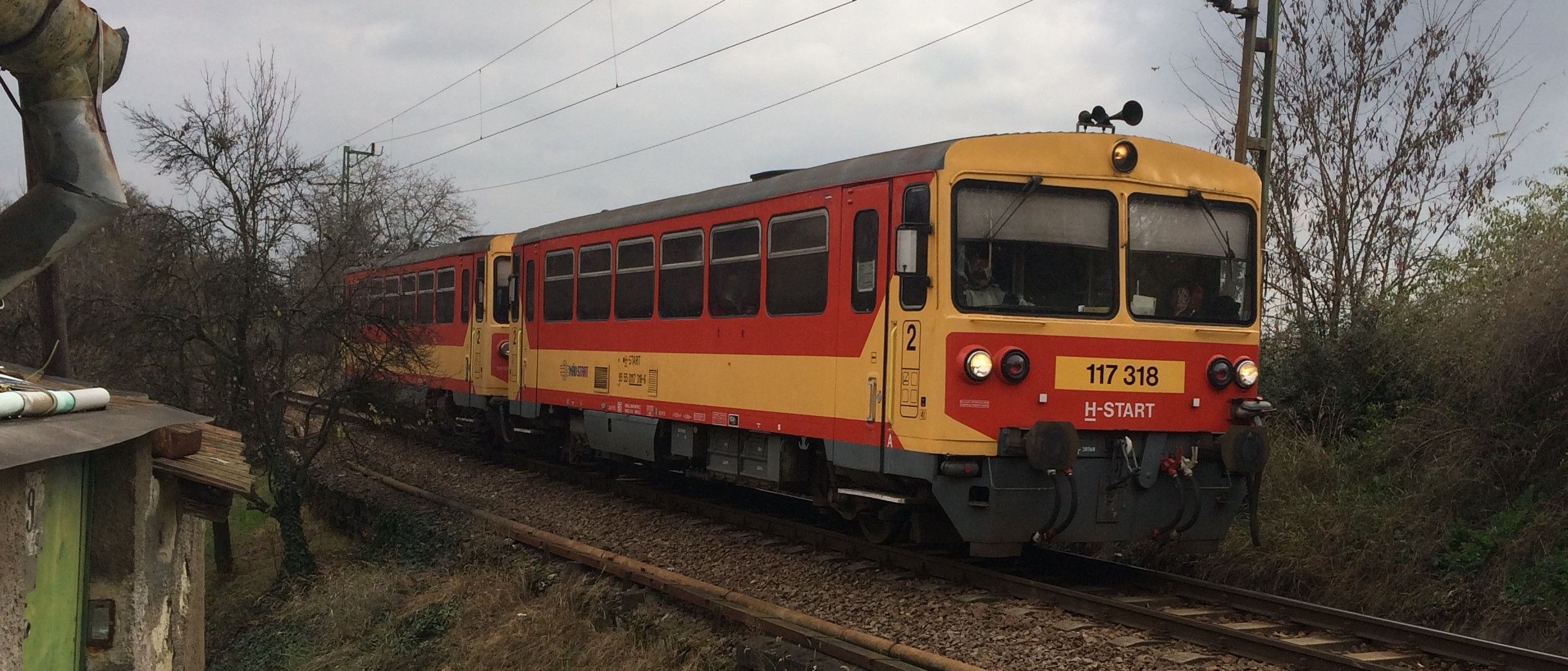
Osobní vlak v Egeru.